# مانپریت سارکاریا
مانپریت سارکاریا (زاده ۲۶ اوت ۱۹۹۶)، بازیکن فوتبال اتریشی است که به عنوان وینگر چپ در بروسیا دورتموند بازی می‌کند. 

## زندگی شخصی
سارکاریا، تبار هندی دارد. 